# László Cseh (Fußballspieler)
László Cseh (* 4. April 1910 in Budapest, Österreich-Ungarn; † 8. Januar 1950 in Budapest, Ungarn) war ein ungarischer Fußballspieler, der auf Vereinsebene mit MTK Budapest zweifacher ungarischer Meister wurde und mit der Nationalmannschaft seines Heimatlandes an der Fußball-Weltmeisterschaft 1938 teilnahm und dort die Vizemeisterschaft errang.

## Karriere

### Vereinskarriere
László Cseh begann 1926 seine Laufbahn beim heutzutage drittklassigen ungarischen Verein III. Kerületi TUE im dritten Bezirk von Budapest. 1929 schloss er sich BSE an. Hier war László Cseh bis 1931 aktiv, ehe er zu Hungária MTK FC ging Mit dem 1888 gegründeten Traditionsverein wurde der Angreifer 1936 und 1937 zweimal Fußballmeister von Ungarn. Bis 1938 spielte er dort unter anderem mit anderen ungarischen Fußballgrößen der damaligen Zeit wie etwa dem späteren Nationaltrainer der berühmten Goldenen Elf Gusztáv Sebes, Torhüter Antal Szabó und dem Angreifer und späteren Argentinien-Legionär Ferenc Sas.
Im Jahre 1938 verließ László Cseh Hungária MTK und spielte bis 1940 für Kispest AC, das heutige Honvéd Budapest. Danach ließ er bis 1942 seine Laufbahn bei zwei kleineren Vereinen ausklingen.

### Nationalmannschaft
Zwischen 1932 und 1939 brachte es László Cseh auf 34 Länderspiele in der ungarischen Fußballnationalmannschaft. Dabei gelangen ihm fünfzehn Torerfolge. Sein Debüt im Trikot der magyarischen Fußballauswahl bestritt Cseh am 20. März 1932 bei einem 3:1-Erfolg in Prag gegen die Tschechoslowakei. Von Ungarns Nationaltrainer Alfréd Schaffer wurde Cseh ins Aufgebot für die Fußball-Weltmeisterschaft 1938 in Frankreich berufen. Im Turnierverlauf wurde Cseh allerdings nicht eingesetzt. Die ungarische Mannschaft indes erreichte nach Siegen über Niederländisch-Indien, die Schweiz und Schweden das Endspiel, wo Ungarn gegen den Titelverteidiger Italien mit 2:4 unterlag. Nach der Weltmeisterschaft machte László Cseh nur mehr zwei Länderspiele und gab seinen Abschied aus der Nationalmannschaft am 26. Februar 1939 nach einer 2:3-Niederlage gegen die Niederlande in Rotterdam.

## Erfolge
- Ungarischer Meister: 1935/36, 1936/37
- Ungarischer Pokalsieger: 1931/32
- Torschützenkönig der Ungarischen Meisterschaft: 1934/35, 1936/37